# (19629) Serra
(19629) Serra (1999 RV31) – planetoida z pasa głównego asteroid okrążająca Słońce w ciągu 4,66 lat w średniej odległości 2,79 j.a. Odkryta 8 września 1999 roku.